# Penetration
Penetration è un gruppo punk rock formato nel 1976, da Pauline Murray (voce), Gary Chaplin (chitarra), Robert Blamire (basso), Gary Stallman (batteria), sciolto nel 1979 e riformato nel 2001.

## Storia del gruppo
Il loro primo e più famoso singolo è stato Don't Dictate, uscito nel 1977 ed inserito anche in Best of Penetration, la loro compilation più recente. Chaplin è stato sostituito da Neale Floyd e Fred Nurser si è unito al gruppo per il singolo Life's a Gamble e l'album Moving Targets entrambi usciti nel 1978.
Danger Signs è uscito nell'aprile 1979 seguito da Come Into the Open, uscito nell'agosto dello stesso anno e da Coming up for Air, uscito nel mese di settembre. In seguito il gruppo ha registrato l'album Race Against Time che contiene una raccolta di demo recenti e tracce live. Alcune differenze musicali e la pressione della fama ha fatto sì che la band si sciogliesse nell'ottobre 1979.
Pauline Murray ha formato un nuovo gruppo punk, The Invisible Girls, assieme a Robert Blamire, Paul Harvey e altri musicisti di Manchester alla deriva come Vini Reilly, batterista nei Durutti Column insieme a John Maher dei Buzzcocks che ha suonato la batteria per la nuova band per un breve periodo. Fred Purser si è unito ai Tygers of Pan Tang seguendo le sue doti tendenti all'heavy metal.
Nel 2001, Steve Wallace and Paul Harvey sono entrati nei Penetration come nuovi chitarristi.

## Formazione

### Formazione attuale
- Pauline Murray - voce
- Neale Floyd - chitarra
- Steve Wallace - chitarra
- Paul Harvey - chitarra
- Robert Blamire - basso
- Gary Stallman - batteria

### Ex componenti
- Fred Purser - batteria
- Gary Chaplin - chitarra

## Discografia
- 1977 - Don't Dictate/Money Talks
- 1978 - Firing Squad/Never
- 1978 - Life's A Gamble/V.I P.
- 1978 - Moving Targets
- 1979 - Danger Signs/Stone Heroes (Live)
- 1979 - Come Into The Open/Lifeline
- 1979 - Coming Up For Air
- 1979 - Clifdayn Pen 1 Race Against Time
- 1983 - Don't Dictate/Free Money/Life's A Gamble/Danger Signs (12")
- 1984 - Virgin Oved 40 Moving Targets
- 1991 - BBC Radio 1 Live In Concert